# Ectatoderus guichardi
Ectatoderus guichardi är en insektsart som beskrevs av Andrej Vasiljevitj Gorochov 1993. Ectatoderus guichardi ingår i släktet Ectatoderus och familjen Mogoplistidae. Inga underarter finns listade i Catalogue of Life.